# Individ
 Der er for få eller ingen kildehenvisninger i denne artikel, hvilket er et problem. Du kan hjælpe ved at angive troværdige kilder til de påstande, som fremføres i artiklen.

|  | I jagtterminologi er et individ det enkelte stykke vildt. |
Biologisk er individet en betegnelse for et medlem af en art. Individer kan både være en- og flercellede organismer, og kan både være solitære og leve i grupper.
Ved et individ i filosofien (lat.: udelt, udeleligt) forstår man et levende væsen med bevidsthed, ønsker, behov og rettigheder.
Overvejelser om individets rettigheder og pligter udgør en stor del af faget filosofi, og spørgsmål om individet diskuteres hyppigt inden for samfundsvidenskaben, humaniora og til dels naturvidenskaben.